# Badische VI a
Die Tenderlokomotiven der Bauart VI a der Großherzoglich Badischen Staatseisenbahnen wurden 1900 beschafft. Wegen ihrer ungünstigen Konstruktion erfolgte keine weitere Beschaffung dieses Typs.

## Geschichte
Im Rahmen der Erprobung neuer Konstruktionen von Tenderlokomotiven lieferte die Maschinenbau-Gesellschaft Karlsruhe 1900 zwei Lokomotiven mit der Achsfolge 1’C. Die Lokomotiven mit großer Reibungsmasse verfügte über eine ausreichende Zugkraft und durch die führende Adamsachse bei Vorwärtsfahrt über gute Laufeigenschaften. Bei der Rückwärtsfahrt wurde die Lokomotive jedoch schlechter geführt und der Oberbau wurde stärker beansprucht. Der Treibraddurchmesser von 1480 mm ermöglichte eine Geschwindigkeit von 70 km/h. Dies war für den schnellen Personenverkehr zu gering. Die Konstruktion der bis auf die Höhe der Schornsteinmitte vorgezogenen Wasserkästen wurde bei späteren Tenderlokomotiv-Gattungen nicht wiederholt.
Da inzwischen auch andere Bauarten von Tenderlokomotiven (unter anderem die Badische VI b) entwickelt wurden, erfolgt kein Weiterbau dieser nicht gelungenen Konstruktion. Die beiden Lokomotiven wurden nach dem Ersten Weltkrieg als Reparation 1919 an die Réseau ferroviaire d’Alsace-Lorraine abgegeben. Dort wurden sie bis 1923 ausgemustert.

## Konstruktive Merkmale
Die Lokomotiven verfügten über einen innenliegenden Blechrahmen. Der glatte Langkessel bestand aus zwei Schüssen. Der Dampfdom saß auf dem vordersten Kesselschuss. Der Stehkessel verfügte über ein Pop-Sicherheitsventil.
Das Zweizylinder-Nassdampftriebwerk war waagerecht außenliegend angeordnet und arbeitete auf die zweite Kuppelachse. Der Kreuzkopf wurde in zwei Schienen geführt. Die Kuppelräder wurden durch untenliegende Blattfedern abgefedert. Die Laufachse war als Adamsachse konstruiert und mit Blattfedern über der Achse abgefedert.
Die Westinghouse-Druckluftbremse wirkten auf alle Kuppelräder von vorn. Der Sandkasten befand sich auf dem hinteren Kesselschuss und sandete die mittlere Achse von vorn. Der Kohlebehälter befand sich an der Führerhausrückwand und die Wasserbehälter an den beiden Seiten des Kessels bis in Höhe der Rauchkammer.